# Soniaczne (przystanek kolejowy)
Soniaczne (ukr. Сонячне) – przystanek kolejowy w pobliżu miejscowości Soniaczne, w rejonie odeskim, w obwodzie odeskim, na Ukrainie. Położony jest na linii Żmerynka – Odessa.
Do 2019 nosił nazwę Łensełyszcze (ukr. Ленселище).